# Liatongus femoratus
Liatongus femoratus là một loài bọ cánh cứng trong họ Bọ hung (Scarabaeidae).